# Lepidodexia costalis
Lepidodexia costalis är en tvåvingeart som först beskrevs av Townsend 1927.  Lepidodexia costalis ingår i släktet Lepidodexia och familjen köttflugor.
Artens utbredningsområde är Peru. Inga underarter finns listade i Catalogue of Life.